# Список объектов всемирного наследия ЮНЕСКО в Нигере
В списке объектов всемирного наследия ЮНЕСКО в Нигере значится 2 наименования, что составляет около 0,2 % от общего числа (936 на 2011 год). Кроме этого, по состоянию на 2012 год, 19 объектов на территории Нигера находятся в числе кандидатов на включение в список всемирного наследия. Нигер ратифицировал Конвенцию об охране всемирного культурного и природного наследия 23 декабря 1974 года.

## Список
В данной таблице объекты расположены в порядке их добавления в список всемирного наследия ЮНЕСКО.
| # | Изображение | Название                                                                           | Местоположение   | Время создания | Год внесения в список | №     | Критерии     |
| - | ----------- | ---------------------------------------------------------------------------------- | ---------------- | -------------- | --------------------- | ----- | ------------ |
| 1 |             | Национальный резерват Аир и Тенере (фр. Réserves naturelles de l'Aïr et du Ténéré) | Регион Агадес    | 1988           | 1991 год              | № 573 | (vii)(ix)(x) |
| 2 |             | Национальный парк «Дубль-Вэ» (фр. Parc national du W du Niger)                     | Регион Тиллабери | 1953           | 1996 год              | № 749 | (ix)(x)      |

## Кандидаты
| #  | Изображение | Название | Местоположение                                   | Время создания      | Год внесения в список | №      | Критерии     |
| -- | ----------- | --- | ------------------------------------------------ | ------------------- | --------------------- | ------ | ------------ |
| 1  |             | Город Агадес: Великая мечеть и старые районы (фр. La ville d'Agadez : la grande mosquée, les anciens quartiers)                  | Регион Агадес                                    | XVII — XIX века.    | 2006 год              | № 5039 | Не указаны   |
| 2  |             | Старый город Зиндер, квартал Бирни и дворец султана (фр. La vieille ville de Zinder, quartier de Birni et le Sultanat)           | Регион Зиндер                                    | XIX век.            | 2006 год              | № 5040 | Не указаны   |
| 3  |             | Дворец Джермакоя в Досо. (фр. Palais du Zarmakoye de Dosso)                                                                      | Регион Досо                                      | 1904 год            | 2006 год              | № 5041 | Не указаны   |
| 4  |             | Мечети региона Тахуа. (фр. Les mosquées en terre de la région de Tahoua)                                                         | Регион Тахуа                                     | 1963 год            | 2006 год              | № 5042 | Не указаны   |
| 5  |             | Маршруты в Сахаре: соляной путь. (фр. Itinéraires Culturels du Désert du Sahara : Route du sel)                                  | Регион Агадес                                    | N/A                 | 2006 год              | № 5043 | Не указаны   |
| 6  |             | Плато и форт Джадо. (фр. Plateau et Fortin du Djado)                                                                             | Регион Агадес                                    | N/A                 | 2006 год              | № 5044 | Не указаны   |
| 7  |             | Археологические памятники Бура. (фр. Site archéologique de Bura)                                                                 | Регион Тиллабери                                 | II — III века н. э. | 2006 год              | № 5045 | Не указаны   |
| 8  |             | Священное место Лугу. (фр. Le site de Lougou)                                                                                    | Регион Досо                                      | XIV век             | 2006 год              | № 5046 | (vii)        |
| 9  |             | Зона Жирафов (часть биосферного резервата «Дубль-Вэ»). (фр. Zone Giraphe)                                                        | Регионы Досо и Тиллабери                         | N/A                 | 2006 год              | № 5047 | (ix)         |
| 10 |             | Массив Термит. (фр. Massif de Termit)                                                                                            | Регионы Диффа и Зиндер                           | N/A                 | 2006 год              | № 5048 | (vii)        |
| 11 |             | Резерват Гальбеджи. (фр. Réserve de faune de Galbedji)                                                                           | Регион Маради                                    | 1955 год            | 2006 год              | № 5049 | (ix)         |
| 12 |             | Охраняемые леса в регионе Агадес. (фр. L’ensemble des forêts protégées de la région d'Agadez)                                    | Регион Агадес                                    | N/A                 | 2006 год              | № 5050 | (vii)(x)     |
| 13 |             | Водоёмы Оссоло или Нсоло. (фр. Mare d'Ossolo ou N'Solo)                                                                          | Регион Тиллабери                                 | N/A                 | 2006 год              | № 5051 | (ix)         |
| 14 |             | Озеро Чад. (фр. Partie nigérienne du lac Tchad)                                                                                  | Регион Диффа                                     | N/A                 | 2006 год              | № 5052 | (vii)        |
| 15 |             | Река Нигер, её острова и долина. (фр. Le fleuve Niger, les îles et la vallée)                                                    | Столичный округ Ниамей, регионы Досо и Тиллабери | N/A                 | 2006 год              | № 5053 | (vii)(ix)    |
| 16 |             | Национальный парк «Дубль-Вэ», археологические памятники. (фр. Parc national du « W », sites archéologiques)                      | Регион Тиллабери                                 | N/A                 | 2006 год              | № 5054 | (i)(iii)(iv) |
| 17 |             | Национальный резерват Аир и Тенере (добавление культурных критериев). (фр. La Réserve Naturelle Nationale de l'Aïr et du Ténéré) | Регион Агадес                                    | N/A                 | 2006 год              | № 5055 | Не указаны   |
| 18 |             | Останки динозавров. (фр. Gisements des dinosauriens)                                                                             | Регион Агадес                                    | 120 млн лет назад   | 2006 год              | № 5056 | (ix)         |
| 19 |             | Лес и озеро Мадарунфа, гробницы 99 святых. (фр. La forêt classée, le lac de Madarounfa et les tombeaux des 99 saints)            | Регион Маради                                    | N/A                 | 2006 год              | № 5057 | (vii)        |

### Географическое расположение объектов
Условные обозначения:
- Природный объект.
- Культурный объект.
- Смешанный объект.